# Supersypnoides curvilinea
Sypnoides curvilinea là một loài bướm đêm trong họ Erebidae.